# Comuna Krîklîveț, Krîjopil
Krîklîveț (în ucraineană Крикливець) este o comună în raionul Krîjopil, regiunea Vinnița, Ucraina, formată din satele Illivka și Krîklîveț (reședința).

## Demografie
Componența lingvistică a satului Krîklîveț
     Ucraineană (99,36%)
     Alte limbi (0,64%)
Conform recensământului din 2001, majoritatea populației satului Krîklîveț era vorbitoare de ucraineană (99,36%), existând în minoritate și vorbitori de alte limbi.